# Jeremiah D. Botkin

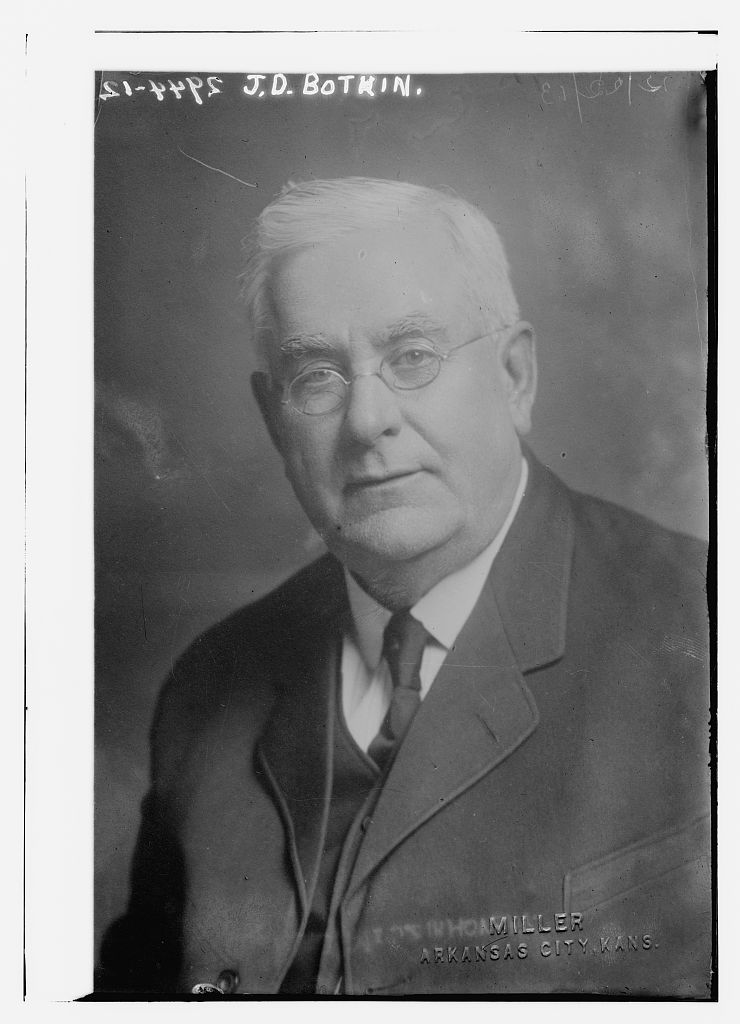
Jeremiah D. Botkin

Jeremiah Dunham Botkin (* 24. April 1849 bei Atlanta, Logan County, Illinois; † 29. Dezember 1921 in Liberal, Kansas) war ein US-amerikanischer Politiker. Zwischen 1897 und 1899 vertrat er den Bundesstaat Kansas im US-Repräsentantenhaus.

## Werdegang
Jeremiah Botkin besuchte die öffentlichen Schulen seiner Heimat und dann für ein Jahr die DePauw University in Greencastle (Indiana). Nach einem Theologiestudium begann er ab 1870 als Geistlicher der Methodistenkirche zu arbeiten. Im Jahr 1888 bewarb er sich erfolglos als Kandidat der Prohibitionsbewegung für das Amt des Gouverneurs von Kansas. Im Jahr 1894 kandidierte er ebenso erfolglos für den US-Kongress. Im Jahr 1897 war Botkin Kaplan des Senats von Kansas. Inzwischen war er Mitglied der aus der Farmerbewegung entstandenen Populist Party geworden.
1896 wurde Botkin für den achten Abgeordnetensitz von Kansas, der staatsweit gewählt wurde, in das US-Repräsentantenhaus in Washington, D.C. gewählt. Dort trat er am 4. März 1897 die Nachfolge des Republikaners Richard W. Blue an, den er bei der Wahl geschlagen hatte. Da er aber bei der Wahl im Jahr 1898 dem Republikaner Willis Bailey unterlag, konnte Botkin bis zum 3. März 1899 nur eine Legislaturperiode im Kongress absolvieren. Diese war von den Ereignissen des Spanisch-Amerikanischen Kriegs bestimmt.
Nach dem Ende seiner Zeit im Kongress arbeitete Botkin wieder als Geistlicher. Im Jahr 1908 kandidierte er nochmals erfolglos für das Amt des Gouverneurs von Kansas. Zwischen 1913 und 1915 war er Leiter des Staatsgefängnisses in Lansing. Danach setzte er seine geistliche Laufbahn fort. Jeremiah Botkin starb im Dezember 1921 in Liberal und wurde in Winfield beigesetzt.